# Rings (2017)
Rings ist ein US-amerikanischer Horrorfilm, der unter der Regie von F. Javier Gutiérrez gedreht wurde. Produzenten waren Laurie MacDonald und Walter Parkes. Das Drehbuch schrieben David Loucka, Jacob Estes und Akiva Goldsman. Es handelt sich um eine Fortsetzung des Films Ring 2 aus dem Jahr 2005.

## Handlung
Der Film spielt 13 Jahre nach dem ersten Teil der Horror-Reihe. Julia beginnt, sich um ihren Freund Holt zu sorgen, der das mysteriös-legendäre Video erforscht, welches einen sieben Tage nach dem Ansehen töten soll. Sie opfert sich selbst, um ihren Freund zu schützen, danach versuchen beide mehr über das Video und die Hintergrundgeschichte zu erfahren.

## Hintergrund
Paramount Pictures verkündete ursprünglich den Titel The Ring 3D mit F. Javier Gutiérrez als Regisseur, welcher im November 2014 auf Rings geändert wurde. Im August 2014 sprach Paramount mit Akiva Goldsman, um einen dritten Entwurf des Drehbuchs zu schreiben, an dem zuvor David Loucka und Jacob Aaron Estes arbeiteten. Am 16. Januar 2015 wurde Matilda Lutz als Hauptrolle in die Besetzung aufgenommen. Alex Roe wurde am 20. März 2015 als männliche Hauptrolle gecastet. Johnny Galecki unterschrieb am 1. April 2015 für die Rolle als Gabriel, ein Professor, der Holt und Julia als Mentor zur Seite steht. Rings wurde ursprünglich für einen Vorläufer gehalten; dieses Gerücht korrigierte Gutierrez: Rings spielt 13 Jahre nach dem Film The Ring.
Die Dreharbeiten begannen am 23. März 2015 in Atlanta und endeten im Juni 2015. Im Sommer 2015 begann die Nachproduktion in den Paramount Pictures Studios.
Paramount Pictures setzte das Erscheinungsdatum ursprünglich für den 13. November 2015 an, dieses wurde jedoch im Oktober 2015 auf den 1. April 2016 verschoben. Im Februar 2016 wurde der Film wieder verschoben – auf den 28. Oktober 2016. Am 22. September 2016 wurde Rings endgültig auf den 3. Februar 2017 gelegt. Da in Deutschland Filme traditionell an einem Donnerstag starten, lief der Film am 2. Februar 2017 erstmals an.